# Страшне літо (фільм, 2000)
Страшне літо (латис. Baiga vasara) — художній фільм, знятий режисером Айгарсом Граубе на кіностудії «Platforma Filma» у 2000 році.

## Сюжет
Дія фільму відбувається у червні 1940 року у Ризі, напередодні окупації Латвії Радянським Союзом. За попередніми домовленостями між Німеччиною та СРСР, балтійські німці залишають країну. В цей час, виконуючи завдання радянської розвідки та зловживаючи довірою, міністр закордонних справ Вільгельмс Мунтерс, отримує від президента  Латвійської Республіки документи на право користування державними грошовими активами. Ці документи він планує передати за кордон з донькою свого друга Ізольдою, яка повинна ближчим часом виїхати до Німеччини та нічого не знає про задум Мунтерса. Але прямуючи до Ригі Ізольда зустрічає Роберта, репортера Латвійського радіо, та закохується в нього. Випадково молодим людям стає відомим план Мунтерса і вони, разом із своїми друзями, не дають йому спрацювати. Після тривалих коливань та дзвінка батька, Ізольда вирушає у Німеччину. У Ригу входять радянські танки, а Роберт гине, розстріляний чекистами.

## Номінації
Фільм висувався на Премію Латвійського кіно у номінації краща жіноча роль (Майя Апіне).